# Noriko Sengoku
Noriko Sengoku (jap. 千石 規子, Sengoku Noriko) war das Pseudonym der japanischen Film- und Fernsehschauspielerin Reiko Mori (森 礼子, Mori Reiko; * 29. Mai 1922 in der Präfektur Tokio; † 27. Dezember 2012).
Sie debütierte 1947 und spielte hauptsächlich in Filmen aus den 1950er- und 1960er-Jahren mit. Bekannt wurde sie durch ihr Mitwirken an frühen Filmen von Akira Kurosawa wie Engel der Verlorenen (1948), Ein streunender Hund (1949), Das stumme Duell (1949), Skandal (1950), Der Idiot (1951) und Die sieben Samurai (1954). 1964 war sie in Ken zu sehen.